# 庫奇約科
庫奇約科，是阿根廷的城鎮，位於該國中部拉潘帕省，是利韋爾卡萊爾縣的首府，距離科羅拉多河69公里，始建於1899年3月14日，海拔高度241米，2010年人口208。